# MAP1LC3C
MAP1LC3C (англ. Microtubule associated protein 1 light chain 3 gamma) – білок, який кодується однойменним геном, розташованим у людей на 1-й хромосомі. Довжина поліпептидного ланцюга білка становить 147 амінокислот, а молекулярна маса — 16 852.
| 10         |  | 20         |  | 30         |  | 40         |  | 50         |
| ---------- |  | ---------- |  | ---------- |  | ---------- |  | ---------- |
| MPPPQKIPSV |  | RPFKQRKSLA |  | IRQEEVAGIR |  | AKFPNKIPVV |  | VERYPRETFL |
| PPLDKTKFLV |  | PQELTMTQFL |  | SIIRSRMVLR |  | ATEAFYLLVN |  | NKSLVSMSAT |
| MAEIYRDYKD |  | EDGFVYMTYA |  | SQETFGCLES |  | AAPRDGSSLE |  | DRPCNPL    |

A: Аланін

C: Цистеїн

D: Аспарагінова кислота

E: Глутамінова кислота

F: Фенілаланін

G: Гліцин

I: Ізолейцин

K: Лізин

L: Лейцин

M: Метіонін

N: Аспарагін

P: Пролін

Q: Глутамін

R: Аргінін

S: Серин

T: Треонін

V: Валін

Задіяний у таких біологічних процесах, як убіквітинування білків, автофагія. 
Локалізований у цитоплазмі, цитоскелеті, мембрані, цитоплазматичних везикулах.